# Дикие сердцем
«Дикие сердцем» (англ. Wild At Heart) — американский мелодраматический фильм 1990 года, поставленный Дэвидом Линчем по одноимённому роману Барри Гиффорда. В главных ролях снялись Николас Кейдж и Лора Дерн. Фильм был удостоен главного приза «Золотая пальмовая ветвь» на Каннском кинофестивале 1990 года.

## Сюжет
Любовники Лула (Лора Дерн) и Сэйлор (Николас Кейдж) оказываются разлучёнными после того, как Сэйлор попадает в тюрьму, убив в целях самообороны человека с ножом (Грегг Дэндридж), нанятого матерью Лулы Мариэттой Форчун (Дайан Лэдд). По истечении срока в 22 месяца Сэйлора Лула забирает его из тюрьмы и вручает ему его куртку из кожи змеи, которую он с радостью принимает. Позднее Лула и Сэйлор решают убежать в Калифорнию, нарушив тем самым условное освобождение Сэйлора. Мать Лулы уговаривает своего любовника, частного детектива Джонни Фарго (Гарри Дин Стэнтон), найти Лулу и вернуть назад. Втайне от Джонни Мариэтта также обращается к влюблённому в неё гангстеру Марселласу Сантосу (Джи И Фримен), чтобы тот нашёл и убил Сэйлора. Сантос соглашается, но одновременно с этим заказывает убийство Джонни Фарго.
Не ведая обо всем этом, Лула и Сэйлор едут в Калифорнию, пока не становятся очевидцами, по словам Лулы, дурного знамения: застав последствия автокатастрофы и единственную выжившую в ней молодую девушку (Шерилин Фенн), которая умирает прямо у них на глазах. Они приезжают в городок под названием Биг Туна, Техас, где Сэйлор встречается со «старым другом» Пердитой Дуранго (Изабелла Росселлини), которая может помочь им. Там же они знакомятся с неким Бобби Перу (Уиллем Дефо). Лула узнаёт, что беременна. Во время отсутствия Сэйлора Бобби Перу приходит в номер к Луле и угрозами пытается склонить её к сексу, однако в последний момент, рассмеявшись, уходит. Бобби уговаривает Сэйлора совершить вместе с ним ограбление, на что Сэйлор в итоге соглашается. Во время ограбления Перу, неожиданно для Сэйлора, стреляет в клерка и говорит Сэйлору, что он следующий. Но в дело вмешивается помощник шерифа, который дважды стреляет в Бобби, и, падая, Бобби случайно отстреливает себе голову из ружья. Сэйлора арестовывают и снова сажают в тюрьму.
Через 5 лет и 10 месяцев Лула с сыном встречают Сэйлора. Однако Сэйлор решает, что им будет лучше без него и покидает их. Пройдя немного, он вдруг замечает, что его окружают странные, похожие на бандитов люди. Он останавливается и в грубой форме спрашивает, что им нужно. Его избивают; и пока он находится в бессознательном состоянии, к нему является Добрая фея (Шерил Ли), которая убеждает его не отворачиваться от любви. Сэйлор приходит в себя, извиняется перед избившими его, говоря, что они преподали ему урок, и бросается догонять Лулу с сыном. Застав их в дорожной пробке, он бежит к ним прямо по крышам машин. Фильм заканчивается тем, как Сэйлор, стоя на капоте, исполняет для Лулы песню Love Me Tender.

## В ролях
| Актёр                 | Роль                     |
| --------------------- | ------------------------ |
| Николас Кейдж         | Сэйлор Рипли             |
| Лора Дерн             | Лула Пэйс Форчун         |
| Дайан Ладд            | Мариэтта Форчун          |
| Уиллем Дефо           | Бобби Перу               |
| Гарри Дин Стэнтон     | Джонни Фаррагут          |
| Джи И Фримен          | Марселлас Сантос         |
| Уильям Морган Шеппард | мистер Рейндир           |
| Криспин Гловер        | кузен Делл               |
| Грейс Забриски        | Хуана Дюранго            |
| Изабелла Росселлини   | Пердита Дуранго          |
| Шерилин Фенн          | девушка в автокатастрофе |
| Шерил Ли              | добрая ведьма            |
| Дэвид Патрик Келли    | Дропшедоу                |
| Пруитт Тейлор Винс    | Бадди                    |
| Джек Нэнс             | Два Нуля Спул            |
| Джон Лури             | Спарки                   |

## Темы и символизм
В фильме много аллюзий на классическую сказку 1939 года «Волшебник страны Оз». Например, во время поездки Лула видит свою мать в образе Злой ведьмы Запада; после «общения» с Бобби Перу в мотеле Лула щёлкает красными туфельками, как это делает Дороти; а в конце фильма Сэйлору является Добрая фея Севера.
Саундтреком к фильму стала песня Криса Айзека «Wicked Game», ставшая впоследствии хитом.
На самом деле книга Барри Гиффорда «Дикие сердцем» является не столько романом, сколько циклом связанных произведений про одних и тех же персонажей. В фильме Линча использованы лишь некоторые из составляющих книги. Кое-что ещё из неё было экранизировано Алексом де ла Иглесиа в фильме «Пердита Дуранго» (1997).

## Награды и номинации
| Премия                 | Категория                         | Номинант                                        | Результат |
| ---------------------- | --------------------------------- | ----------------------------------------------- | --------- |
| «Оскар»                | Лучшая женская роль второго плана | Дайан Ладд                                      | Номинация |
| «Золотой глобус»       | Лучшая женская роль второго плана | Дайан Ладд                                      | Номинация |
| BAFTA                  | Лучший звук                       | Рэнди Том, Ричард Химнс, Джон Хак, Дэвид Паркер | Номинация |
| «Независимый дух»      | Лучшая мужская роль второго плана | Уиллем Дефо                                     | Номинация |
| «Независимый дух»      | Лучшая операторская работа        | Фредерик Элмс                                   | Победа    |
| Каннский кинофестиваль | Золотая пальмовая ветвь           | Дэвид Линч                                      | Победа    |